# Collinsia linearis
Collinsia linearis là một loài thực vật có hoa trong họ Mã đề. Loài này được A.Gray mô tả khoa học đầu tiên năm 1880.